# Amanda Lemos
Amanda Oliveira de Lemos (Rio De Janeiro, Brasil, 22 de mayo de 1987) es una artista marcial mixta brasileña que compite en la división de peso paja de Ultimate Fighting Championship.

## Carrera en las artes marciales mixtas

### Inicios
Comenzó su carrera profesional de artes marciales mixtas en su circuito regional brasileño nativo, luchando principalmente en Jungle Fight. Acumulando un récord invicto de 5-0, se enfrentó a Mayra Cantuária por el Campeonato Femenino de Peso Gallo de Jungle Fight en Jungle Fight 85 el 23 de enero de 2016. El combate terminó en un empate mayoritario, lo que provocó una revancha entre las dos contendientes. La revancha por el título tuvo lugar el 25 de junio de 2016 en Jungle Fight 88. Lemos ganó el título por nocaut en el tercer asalto.
Se esperaba que se enfrentara a Arlene Blencowe en Legend MMA 1 el 28 de enero de 2017. Sin embargo, Lemos se retiró del combate y fue sustituida por Janay Harding.

### Ultimate Fighting Championship
Debutó en la UFC contra Leslie Smith el 16 de julio de 2017 en UFC Fight Night: Nelson vs. Ponzinibbio. Perdió el combate por KO en el segundo asalto.
El 28 de marzo de 2018 salió a la luz la noticia de que la USADA la había suspendido durante dos años por dar positivo en una sustancia prohibida, procedente de una muestra tomada el 8 de noviembre de 2017.
Se esperaba que se enfrentara a Verónica Macedo el 21 de diciembre de 2019 en UFC Fight Night: Edgar vs. The Korean Zombie. Sin embargo, Macedo se retiró del combate debido a síntomas similares a los de una conmoción cerebral y fue sustituida por Miranda Granger. Ganó el combate por sumisión en el primer asalto.
Se enfrentó a Mizuki Inoue en UFC on ESPN: Munhoz vs. Edgar el 22 de agosto de 2020. Ganó el combate por decisión unánime.
Se enfrentó a Lívia Renata Souza el 6 de marzo de 2021 en UFC 259. Ganó el combate por TKO en el primer asalto.
Se enfrentó a Montserrat Ruiz el 17 de julio de 2021 en UFC on ESPN: Makhachev vs. Moisés. Ganó el combate por TKO en el primer asalto.
Se esperaba que se enfrentara a Nina Nunes el 18 de diciembre de 2021 en UFC Fight Night: Lewis vs. Daukaus. Sin embargo, Nunes fue retirada del combate por una razón no revelada y fue sustituida por Angela Hill. Ganó el combate por decisión dividida. 10 de 11 puntuaciones de los medios de comunicación se lo dieron a Hill. Este combate le valió el premio a la Pelea de la Noche.
Se enfrentó a Jéssica Andrade el 23 de abril de 2022 en UFC Fight Night: Lemos vs. Andrade. Perdió el combate por sumisión en el primer asalto.
Se enfrentó a Michelle Waterson el 16 de julio de 2022 en UFC on ABC: Ortega vs. Rodríguez. Ganó el combate por sumisión en el segundo asalto. Esta victoria le valió el premio a la Actuación de la Noche.
Se enfrentó a Marina Rodriguez el 5 de noviembre de 2022 en UFC Fight Night: Rodriguez vs. Lemos. Ganó el combate por TKO en el tercer asalto.
Lemos se enfrentó a Weili Zhang por el Campeonato de peso paja femenino de UFC el 19 de agosto de 2023 en UFC 292. Perdió la pelea por decisión unánime.
Lemos estaba programada para enfrentar a Tatiana Suarez el 17 de febrero de 2024 en UFC 298. Sin embargo, Suárez fue retirada del evento debido a una lesión y fue reemplazada por Mackenzie Dern. Lemos ganó la pelea por decisión unánime. Esta pelea le valió otro premio Pelea de la Noche.
Lemos está programado para enfrentar a Virna Jandiroba el 20 de julio de 2024 en UFC on ESPN 60.

## Campeonatos y logros
- Ultimate Fighting Championship
  - Pelea de la Noche (una vez) vs. Angela Hill[18]
  - Actuación de la Noche (una vez) vs. Michelle Waterson[23]
- Jungle Fight
  - Campeonato Femenino de Peso Gallo de Jungle Fight (una vez)[33]
    - Dos defensas exitosas del título

## Récord en artes marciales mixtas
| Resultado | Récord | Oponente               | Método                                         | Evento                                       | Fecha                    | Round | Tiempo | Localización          | Notas                                                              |
| --------- | ------ | ---------------------- | ---------------------------------------------- | -------------------------------------------- | ------------------------ | ----- | ------ | --------------------- | ------------------------------------------------------------------ |
|           |        | Virna Jandiroba        |                                                | UFC on ESPN: Lemos vs. Jandiroba             | 20 de julio de 2024      |       |        | Las Vegas, Nevada     |                                                                    |
| Victoria  | 14-3-1 | Mackenzie Dern         | Decisión (unánime)                             | UFC 298                                      | 17 de febrero de 2024    | 3     | 5:00   | Anaheim California    | Pelea de la Noche.                                                 |
| Derrota   | 13-3-1 | Weili Zhang            | Decisión (unánime)                             | UFC 292                                      | 19 de agosto de 2023     | 5     | 5:00   | Boston, Massachusetts | Por el Campeonato de Peso Paja de Mujeres de UFC.                  |
| Victoria  | 13-2-1 | Marina Rodriguez       | TKO (golpes)                                   | UFC Fight Night: Rodriguez vs. Lemos         | 5 de noviembre de 2022   | 3     | 0:54   | Las Vegas, Nevada     |                                                                    |
| Victoria  | 12-2-1 | Michelle Waterson      | Sumisión (estrangulamiento por guillotina)     | UFC on ABC: Ortega vs. Rodríguez             | 16 de julio de 2022      | 2     | 1:48   | Elmont, Nueva York    | Actuación de la Noche.                                             |
| Derrota   | 11-2-1 | Jéssica Andrade        | Sumisión (estrangulamiento de brazo de pie)    | UFC Fight Night: Lemos vs. Andrade           | 23 de abril de 2022      | 1     | 3:13   | Las Vegas, Nevada     |                                                                    |
| Victoria  | 11-1-1 | Angela Hill            | Decisión (dividida)                            | UFC Fight Night: Lewis vs. Daukaus           | 18 de diciembre de 2021  | 3     | 5:00   | Las Vegas, Nevada     | Pelea de la Noche.                                                 |
| Victoria  | 10-1-1 | Montserrat Ruiz        | TKO (golpes)                                   | UFC on ESPN: Makhachev vs. Moisés            | 17 de julio de 2021      | 1     | 0:35   | Las Vegas, Nevada     |                                                                    |
| Victoria  | 9-1-1  | Lívia Renata Souza     | TKO (golpes)                                   | UFC 259                                      | 6 de marzo de 2021       | 1     | 3:39   | Las Vegas, Nevada     |                                                                    |
| Victoria  | 8-1-1  | Mizuki Inoue           | Decisión (unánime)                             | UFC on ESPN: Munhoz vs. Edgar                | 22 de agosto de 2020     | 3     | 5:00   | Las Vegas, Nevada     |                                                                    |
| Victoria  | 7-1-1  | Miranda Granger        | Sumisión técnica (estrangulamiento por detrás) | UFC Fight Night: Edgar vs. The Korean Zombie | 21 de diciembre de 2019  | 1     | 3:43   | Busan                 | Debut en el peso paja.                                             |
| Derrota   | 6-1-1  | Leslie Smith           | TKO (golpes)                                   | UFC Fight Night: Nelson vs. Ponzinibbio      | 16 de julio de 2017      | 2     | 2:53   | Glasgow               |                                                                    |
| Victoria  | 6-0-1  | Mayra Cantuária        | KO (rodillazo)                                 | Jungle Fight 88                              | 25 de junio de 2016      | 3     | 0:28   | Poços de Caldas       | Defendió el Campeonato Femenino de Peso Gallo de Jungle Fight.     |
| Empate    | 5-0-1  | Mayra Cantuária        | Empate (mayoritario)                           | Jungle Fight 85                              | 23 de enero de 2016      | 3     | 5:00   | São Paulo             | Defendió el Campeonato Femenino de Peso Gallo de Jungle Fight.     |
| Victoria  | 5-0    | Carol Cunha            | Sumisión (estrangulamiento por guillotina)     | Jungle Fight 82                              | 24 de octubre de 2015    | 1     | 2:15   | São Paulo             | Ganó el vacante Campeonato de Peso Gallo Femenino de Jungle Fight. |
| Victoria  | 4-0    | Carol Abdon            | TKO (golpes)                                   | Fusão de Artes Marciais 5                    | 26 de septiembre de 2015 | 1     | 3:20   | Soure, Pará           |                                                                    |
| Victoria  | 3-0    | Débora Dias Nascimento | TKO (golpes)                                   | Jungle Fight 77                              | 9 de mayo de 2015        | 1     | 3:23   | Foz do Iguaçu         |                                                                    |
| Victoria  | 2-0    | Alenice Correa Costa   | TKO (golpes)                                   | Jurunense Open Fight MMA 8                   | 25 de septiembre de 2014 | 1     | 4:15   | Belém                 |                                                                    |
| Victoria  | 1-0    | Laura Falcao           | TKO (golpes)                                   | Fusão de Artes Marciais 3                    | 17 de julio de 2014      | 1     | 4:23   | Soure, Pará           |                                                                    |